# 财贝沟墓群
财贝沟墓群为东周墓群，位于青岛市城阳区夏庄街道安乐社区，中华人民共和国山东省文物保护单位之一。墓群南北长300米，东西宽20米，深5米，是雨水冲塌扩大而成。由于当地人经常在沟内捡到陶器、玉器、青铜器、玛瑙、海贝、铜贝等物品，因名“财贝沟”。墓群中出土了大量鼎、敦、壶、舟、戈、剑和陶器、石器及古代货币等文物。2012年底，经考古勘探，发现了九十多座土坑竖穴墓，墓葬群东部还有大量古代遗迹，这意味着附近可能存在一处东周时期的齐国聚落。
1992年6月12日，授予山东省文物保护单位，分类为古墓葬。